# Chantiers Dubigeon
Chantiers Dubigeon – stocznia w Nantes we Francji działająca w latach 1760–1963.

## Historia
Stocznię założył w 1760 roku Julien Dubigeon. W 1916 r. spadkobiercy Adolphe Dubigeon nie zgodzili się, w jaki sposób zbyć spółkę. Jej część została sprzedana Chantiers de la Loire, a reszta została przekształcona w Anciens Chantiers Dubigeon, która zbudowała nową stocznię na wyspie Nantes. W 1963 roku została połączona z La société Loire-Normandie, tworząc Groupe Dubigeon-Normandie, która została przemianowana na Dubigeon-Normandie SA w 1969 roku. Firma została przejęta w 1983 r. przez koncern Alsthom Atlantique, który zamknął ostatnią stocznię w Nantes w 1987 r.